# Francesco Piemontesi
Francesco Piemontesi (Locarno, 1983) è un pianista svizzero-italiano.

## Biografia
Nato a Locarno nel 1983, comincia a suonare il pianoforte all'età di quattro anni. Dopo studi con Nora Doallo, si trasferisce ad Hannover, dove prosegue la sua formazione alla Hochschule für Musik und Theater con Arie Vardi, ricevendo nel contempo preziosi consigli da parte di Alexis Weissenberg, Alfred Brendel, e Cécile Ousset.
Ha ricevuto importanti premi e riconoscimenti tra cui il Concours Reine Elisabeth di Bruxelles, e il Borletti-Buitoni di Londra. Nel settembre 2009 viene nominato "New Generation Artist" dalla BBC di Londra. Ha tenuto concerti in Europa, Stati Uniti e in Asia, partecipando ai BBC Proms, al Lucerne Festival, all'Edinburgh International Festival, al Festival di Aix-en-Provence e allo Schleswig-Holstein Musikfestival. Si è esibito inoltre alla Philharmonie e al Konzerthaus di Berlino, al Carnegie Hall e alla Avery Fisher Hall di New York, alla Wigmore Hall di Londra, al Musikverein e al Konzerthaus di Vienna, alla Suntory Hall di Tokyo.
Come solista ha collaborato tra l'altro con la London Philharmonic Orchestra, la BBC Symphony Orchestra, la Symphonieorchester des Bayerischen Rundfunks, la Münchner Philharmoniker, la Orchestra Sinfonica di Vienna, la City of Birmingham Symphony Orchestra, la Los Angeles Philharmonic Orchestra, l'Orchestra di Cleveland, l'Orchestra del Maggio Musicale Fiorentino, la NHK Symphony Orchestra, l'Orchestra del Gewandhaus di Lipsia, l'Orchestre Philharmonique de Radio France, l'Orchestra della Radio di Berlino, la Deutsches Symphonie-Orchester Berlin, l'Orchestra della Radio di Francoforte, la Filarmonica Ceca, l'Orchestre de Chambre de Lausanne e la Scottish Chamber Orchestra sotto la direzione di Zubin Mehta, Roger Norrington, Ton Koopman, Andrea Marcon, Charles Dutoit, Jiří Bělohlávek, Stanisław Skrowaczewski, Vladimir Ashkenazy, Sakari Oramo e Mikhail Pletnev. I suoi partner di musica da camera includono Renaud Capuçon, Jurij Bashmet, Heinrich Schiff e il Quartetto Emerson.
Nel 2013 è stato nominato direttore artistico delle Settimane Musicali di Ascona. Attualmente Francesco Piemontesi vive a Berlino.

## Discografia
- Debussy: Préludes, Naïve Records, 2015
- Mozart: Brani per pianoforte, Naïve Records, 2014
- Schumann | Dvorak: Concerti per pianoforte e orchestra, con la BBC Symphony Orchestra e Jiří Bělohlávek, Naïve Records 2013
- Frank Martin: Intégrale des Oeuvres pour Flûte, con Emmanuel Pahud e l'Orchestre de la Suisse Romande e Thierry Fischer, Musiques Suisses 2012
- Recital: Opere di Haendel, Brahms, Bach, Liszt, Avanti classics 2010
- Schumann: Sonate e Fantasia Op. 17, Claves 2009
- Bach Nostalghia, Pentatone, 2019